# Craig Bellamy
Craig Douglas Bellamy (* 13. Juli 1979 in Cardiff) ist ein walisischer Fußballtrainer und früherer -spieler.

## Karriere
Der schnelle Offensiv-Allrounder begann seine Karriere 1996 bei Norwich City, wo er bis 2000 blieb. In der Saison 2000/01 spielte er bei Coventry City, von 2001 bis 2004 bei Newcastle United. Nach einer öffentlich ausgetragenen Auseinandersetzung mit Manager Graeme Souness wurde er im Januar 2005 für die zweite Hälfte der Saison nach Schottland zu Celtic Glasgow verliehen. In der Saison 2005/06 spielte Bellamy bei den Blackburn Rovers. Bellamy hatte in seinem Vertrag eine Ausstiegsklausel, die es ihm erlaubte, bei dem Angebot eines Champions-League-Teilnehmers für neun Millionen Euro zu wechseln. Diese Klausel nahm er am 22. Juni 2006 wahr und wechselte zum englischen Rekordmeister FC Liverpool.
Im Juli 2007 wurde Bellamy für 11,8 Millionen Euro zu West Ham United transferiert. Dort blieb er eineinhalb Jahre, bis er am 19. Januar 2009 für 15,5 Millionen Euro zu Manchester City wechselte. Im August 2010 wurde Bellamy an den walisischen Club Cardiff City in die Football League Championship verliehen. Am 31. August 2011 verpflichtete der FC Liverpool Bellamy. Er unterzeichnete einen Zweijahresvertrag und erhielt die Trikotnummer 39. Nach nur einer Saison wechselte er nunmehr fest in seine walisische Heimatstadt zu Cardiff City. Dort beendete er im Mai 2014 seine Karriere.
Bellamy spielte 78 Mal im walisischen Fußballnationalteam und erzielte 19 Tore.

### Undiszipliniertheiten
Aufsehen erregte er im Vorfeld des Champions-League Spiels gegen den FC Barcelona im Achtelfinale 2007, als er im Trainingslager in Portugal seinen Mannschaftskollegen John Arne Riise angeblich mit einem Golfschläger attackierte. Kurioserweise waren es jene beiden, die mit ihren Treffern den 2:1-Sieg über den FC Barcelona ermöglichten. Als Anspielung auf den Vorfall ahmte Bellamy nach seinem 1:1-Ausgleichstreffer einen Golfschwung nach einem Abschlag nach.
Auch in seiner Zeit bei Newcastle United machte er mit undisziplinierten Verhalten auf sich aufmerksam. Coach John Carver warf er einst einen Stuhl an den Kopf, Teammanager Graeme Souness suspendierte ihn nach seiner Weigerung, im rechten Mittelfeld zu spielen und Stürmerstar Alan Shearer drohte nach Bellamys Wechsel zu Blackburn: „Ich schlag’ ihm den Kopf ab, wenn er je nach Newcastle zurückkehrt.“
Beim Stadtderby Manchester City gegen Manchester United im September 2009 sorgte Bellamy für Aufsehen, als er einem in der Schlussphase der Partie auf das Spielfeld gelaufenen Manchester United-Anhänger nach dessen Überwältigung durch die Ordnungskräfte ins Gesicht fasste. Sowohl gegen den Fan als auch gegen Bellamy wurden daraufhin von der Polizei Ermittlungen eingeleitet.

## Trainer
Nach Ende seiner aktiven Karriere war Bellamy ab Dezember 2016 für Cardiff City als Leiter der Nachwuchsabteilung tätig. Nachdem von den Eltern eines Jugendspielers gegen ihn Mobbing-Vorwürfe erhoben worden waren, trat er Anfang 2019 von dieser Aufgabe zurück. Der Verein leitete eine interne Untersuchung ein.
Zum 1. Juli 2019 wechselte er zum belgischen Erstdivisionär RSC Anderlecht als Trainer der Reserve-Mannschaft. Daneben spielt er bei den Alten Herren beim SK Londerzeel. Anfang 2021 rückte er zum Co-Trainer der ersten Mannschaft unter Vincent Kompany auf. Mitte September 2021 trat er wegen psychischer Problemen von dieser Aufgabe zurück. Im Juli 2022 folgte er Vincent Kompany ebenfalls als dessen Co-Trainer zum FC Burnley. Nach Kompanys Wechsel zum FC Bayern München übernahm Bellamy den in die EFL Championship abgestiegenen FC Burnley als Interimstrainer.
Nachdem Scott Parker den Cheftrainerposten in Burnley bekommen hatte, wurde er im Juli 2024 als Nachfolger von Rob Page Nationaltrainer seines Heimatlandes Wales.

## Titel und Erfolge
Celtic Glasgow
- SFA Cup: 2005

FC Liverpool
- Community Shield: 2007
- League Cup: 2012

## Auszeichnungen
- PFA Young Player of the Year: 2002[15]
- Englands Fußballer des Jahres (Jungprofi): 2002
- Norwich City Hall of Fame: 2003[16]
- Fußballer des Jahres in Wales: 2007

## Privat
Am 3. Juni 2006 heiratete er seine langjährige Freundin Claire Jansen, mit der er drei Kinder hat.